# Grote Scheldeprijs 1966
Il Grote Scheldeprijs 1966, cinquantaduesima edizione della corsa, si svolse il 2 agosto per un percorso di 212 km, con partenza ed arrivo a Schoten. Fu vinto dal belga Jos Spruyt della squadra Mercier-BP-Hutchinson davanti ai connazionali Rik Pauwels e Louis Proost.

## Ordine d'arrivo (Top 10)
| Pos. | Corridore        | Squadra                  | Tempo |
| ---- | ---------------- | ------------------------ | ----- |
| 1    | Jos Spruyt       | Mercier-BP-Hutchinson    |       |
| 2    | Rik Pauwels      | Mann-Grundig             |       |
| 3    | Louis Proost     | Mann-Grundig             |       |
| 4    | André Planckaert | Flandria                 |       |
| 5    | Fons De Bal      | Terrot-Leroux            |       |
| 6    | Theo Mertens     | Peugeot-BP-Michelin      |       |
| 7    | Hugo Hellemans   | Mann-Grundig             |       |
| 8    | Victor Van Schil | Mercier-BP-Hutchinson    |       |
| 9    | Jan Lauwers      | Romeo-Smiths-Plume Sport |       |
| 10   | Tony Houbrechts  | Mann-Grundig             |       |